# Битва при Ингави
Битва при Ингави (исп. Batalla de Ingavi) произошла 18 ноября 1841 года во время Перуанско-боливийской войны 1841-42 годов на плато Ингави в Боливии. Боливийская армия под командованием Хосе Бальивиана встретила вторгшуюся перуанскую армию Августина Гамарры и разбила её. Гамарра погиб во время битвы.
После распада Перуанско-Боливийской конфедерации президент Перу Августин Гамарра принял решение о вторжении в Боливию, используя в качестве предлога политический хаос, царивший в стране. Гамарра с самого начала поддерживал союз между Перу и Боливией, но предпочитал, чтобы Перу доминировало в этом союзе. В октябре Гамарра осуществил вторжение в Боливию с армией численностью от 5000 до 6000 человек и 19 октября захватил Ла-Пас. Против перуанцев объединились до того враждовавшие претенденты на президентский пост в Боливии генералы: Хосе Бальивиан и Хосе Мигель де Веласко. Командовать армией стал Бальивиан.
18 ноября 1841 года на плато Ингави, близ городка Виача в департаменте Ла-Пас, не поле, сплошь залитом грязью после проливного дождя, встретились обе армии. Боливицы, вооруженные новыми так называемыми «ганноверскими» ружьями, открыми шквальный огонь. Буквально через несколько минут точным выстрелом был сражен находившийся на первой линии огня командующий перуанскими войсками Августин Гамарра. Когда известие о смерти президента распространилось среди перуанских солдат, возникла паника, и они бежали с поля боя.
Перуанская армия покинула Боливию. Эта новость вызвала хаос в Лиме, где вице-президент Мануэль Менендес изо всех сил пытался сохранить свою власть. Вскоре он был свергнут, и к власти пришел Хуан Крисостомо Сентурион, что позволило восстановить порядок в стране.
Поражение перуанцев позволило генералу Хосе Бальивиану вторгнуться на территорию Перу. Боливийская армия вошла в страну и заняла провинции Пуно, Такна, Арика и Тарапака. Только через несколько месяцев перуанскому ополчению удастся изгнать боливийские войска из южного Перу. Наконец, 7 июня 1842 г. в Пуно будет подписан мирный договор, положивший конец войне. Так закончилась последняя попытка Перу взять под свой контроль Боливию.